# Нурпеїсов Садик
Садик Нурпеїсов (11 (24) лютого 1904, аул № 2 Аятської волості Кустанайського повіту Тургайської області, тепер Республіка Казахстан — розстріляний 25 лютого 1939, місто Москва) — радянський партійний діяч, 2-й секретар ЦК КП(б) Казахстану. Депутат Верховної Ради СРСР 1-го скликання (1937—1938). 

## Біографія
Народився в родині селянина-наймита. У 1916 закінчив російсько-киргизьке училище в селищі Забелловський Кустанайського повіту Тургайської області. У травні 1916 — квітні 1920 року — наймит в заможних селян в аулі № 2 Аятської волості Кустанайського повіту. З 1919 по 1920 рік перебував у Червоній армії.
У травні — серпні 1920 року — секретар аулради 4-го аулу Аятської кочової волості Денисовського повіту Кустанайської губернії. У вересні — жовтні 1920 року — переписувач Полтавського районного продовольчого комітету Челябінської губернії.
З жовтня 1920 по січень 1921 року — рядовий загону РСЧА по боротьбі з бандитизмом (частин особливого призначення) в селищі Полтавському Челябінської губернії.
У січні — травні 1921 року — переписувач Полтавського районного продовольчого комітету. У 1921 році вступив до комсомолу. З червня 1921 по червень 1922 року — комірник відділення Челябінської губернської спілки в селищі Полтавському Челябінської губернії.
У липні 1922 — січні 1923 року — завідувач податковим підвідділом Денисовського повітового виконкому Кустанайської губернії. З січня по жовтень 1923 року — член бюро, заступник секретаря Денисовського повітового комітету комсомолу (КСМ). У жовтні 1923 — квітні 1924 року — начальник Денисовської повітової робітничо-селянської міліції.
З травня по червень 1924 року — член бюро, завідувач організаційного відділу Кустанайського губернського комітету КСМ в Кустанаї. У липні 1924 — травні 1925 року — заступник завідувача організаційного відділу Киргизького обласного комітету ВЛКСМ у місті Оренбурзі.
Член РКП(б) з лютого 1925 року.
У травні 1925 — квітні 1926 року — відповідальний секретар, заступник завідувача організаційного відділу, член і секретар Організаційного бюро Киргизького обласного комітету ВЛКСМ по керівництву організаціями ВЛКСМ в Джетисуйській і Сир-Дар'їнській областях у містах Кзил-Орді, Ташкенті і Чимкенті.
У квітні 1926 — січні 1927 року — завідувач організаційного відділу Казакського крайового комітету ВЛКСМ у місті Кзил-Орді. У січні 1927 — червні 1929 року — відповідальний секретар Казакського крайового комітету ВЛКСМ у місті Кзил-Орді.
У вересні 1929 — травні 1931 року — слухач курсів марксизму-ленінізму в Москві.
З червня 1931 по лютий 1932 року — відповідальний секретар Меркенського районного комітету ВКП(б) Казакської АРСР.
У березні 1932 — березні 1934 року — 2-й секретар Карагандинського обласного комітету ВКП(б) Казакської АРСР.
У березні 1934 — червні 1937 року — 2-й секретар Казакського крайового комітету ВКП(б). У червні 1937 — квітні 1938 року — 2-й секретар ЦК КП(б) Казахстану. Рішенням Політбюро ЦК ВКП(б) 10 липня 1937 року затверджений членом трійки НКВС по Казахській РСР. У квітні 1938 року знятий з роботи і відправлений до Москви в розпорядження ЦК ВКП(б).
Заарештований 1 листопада 1938 року органами НКВС. 25 лютого 1939 року Військовою колегією Верховного суду СРСР заа статтями 58-1 а, 58-7, 58-8, 58-9, 58-11 КК РСФСР засуджений до розстрілу, того ж дня розстріляний. Похований на Донському кладовищі в Москві.
Реабілітований визначенням Військової колегії Верховного суду СРСР 28 липня 1956 року.